# Pilar Bonet Cardona
Pilar Bonet Cardona (Eivissa, 1952) és una periodista eivissenca, que ha passat la major part de la seva carrera professional com a corresponsal del diari El País a Moscou.
Llicenciada en Filologia Hispànica per la Universitat de Barcelona i en Ciències de la Informació per la Universitat Autònoma de Barcelona, va completar la seva formació amb l'estudi de l'anglès, alemany i rus. Va començar a treballar com a periodista en diferents mitjans de premsa de les Illes Balears, per passar després a El Periódico de Catalunya. Més tard, l'Agència EFE la va contractar com a corresponsal a la seva seu a Viena, lloc des del qual en la dècada de 1970 i 1980 es cobria la informació dels països de l'Est d'Europa. Després de dos anys en EFE, en 1982 va ser contractada per El País per dirigir la nova corresponsalia del diari en la Unió Soviètica amb seu a Moscou. Els següents quinze anys va romandre en la mateixa destinació, cobrint des de l'aparició i auge del sindicat lliure polonès, Solidarność, fins a la caiguda del mur de Berlín i la reunificació alemanya, passant per l'arribada de Mikhaïl Gorbatxov al poder en la Unió Soviètica, el cop d'estat de 1991 contra Gorbatxov, la Rússia amb Borís Ieltsin i la caiguda dels règims comunistes als països de l'Est. El 1997, va ser destinada com a corresponsal a Alemanya (primer a Bonn i després a Berlín), per tornar en 2001 a Moscou, de nou com a corresponsal de Rússia i bona part dels països que formen l'anomenada Comunitat d'Estats Independents, antics països satèl·lits de l'entorn soviètic.
Pilar Bonet és també investigadora associada i experta del think tank Centre d'Estudis i Documentació Internacionals a Barcelona i ha estat reconeguda pel seu treball periodístic en múltiples ocasions: ha estat guardonada dues vegades pel Club Internacional de Premsa, l'última el 2014, com a millor corresponsal d'Espanya a l'exterior, el 1990 va ser guardonada amb el Premi Víctor de la Serna, de l'Associació de la Premsa de Madrid, i en 1996 va obtenir el Premi de Periodisme Cirilo Rodríguez. A més, és autora de tres llibres: Moscú, imágenes sobre fondo rojo, Estampas de la crisis soviética, i La Rússia impossible: Borís Yeltsin, un provinciano en el Kremlin.
L'any 2020 fou guardonada amb el Premi Ramon Llull concedit pel Govern de les Illes Balears en reconeixement de la seva trajectòria professional.